# Орицкали
Орицкали — река в Грузии, протекает в Тушетии. Правый приток реки Тушетская Алазани. Название в переводе с грузинского означает «Двуречье» или «Две реки».

## География
Река берёт начало на склоне горы Схамоана. Течёт на северо-восток по горному ущелью. Устье реки находится в 13 км по правому берегу реки Тушетская Алазани. Длина реки — 14 км, площадь водосборного бассейна — 74,8 км²